# Богдан Ступка (монета)
«Богда́н Сту́пка» — пам'ятна монета номіналом 2 гривні, випущена Національним банком України. Присвячена видатному українському актору, Герою України Богдану Сильвестровичу Ступці. Богдану Ступці були підвладні будь-які образи і персонажі: він зіграв понад 150 ролей у кіно і на театральній сцені. У кіно актор дебютував роллю Ореста Дзвонаря у фільмі Юрія Іллєнка «Білий птах з чорною ознакою» (1971). Ступка зіграв багато історичних постатей — гетьманів Івана Брюховецького, Івана Мазепу, Богдана Хмельницького, а також Чингісхана, Бориса Годунова, Остапа Вишню та інших. За виконання головної ролі у виставі «Тев'є-Тевель» Богдана Ступку нагороджено Державною премією України імені Тараса Шевченка в галузі театрального мистецтва (1993 рік).
Монету введено в обіг 19 грудня 2016 року. Вона належить до серії «Видатні особистості України».

## Опис та характеристики монети
| Номінал грн. | Метал      | Маса, грам | Діаметр, мм. | Якість виготовлення       | Гурт     | Тираж, штук                                       |
| ------------ | ---------- | ---------- | ------------ | ------------------------- | -------- | ------------------------------------------------- |
| 2            | нейзильбер | 12,8       | 31           | спеціальний анциркулейтед | рифлений | 25 000 (у тому числі 5 000 у сувенірній упаковці) |

### Аверс
На аверсі монети розміщено: угорі напис УКРАЇНА, малий Державний Герб України; у центрі — стилізовану композицію: на тлі театральної куліси зображено кінострічку, на дзеркальному тлі — театральні маски; унизу — рік карбування монети «2016», номінал «2 ГРИВНІ» та логотип Банкнотно-монетного двору Національного банку України.

### Реверс
На реверсі монети зображено Богдана Ступку, ліворуч від якого написи «БОГДАН/СТУПКА/1941/2012».

5000 монет із загального тиражу було випущено у буклетах
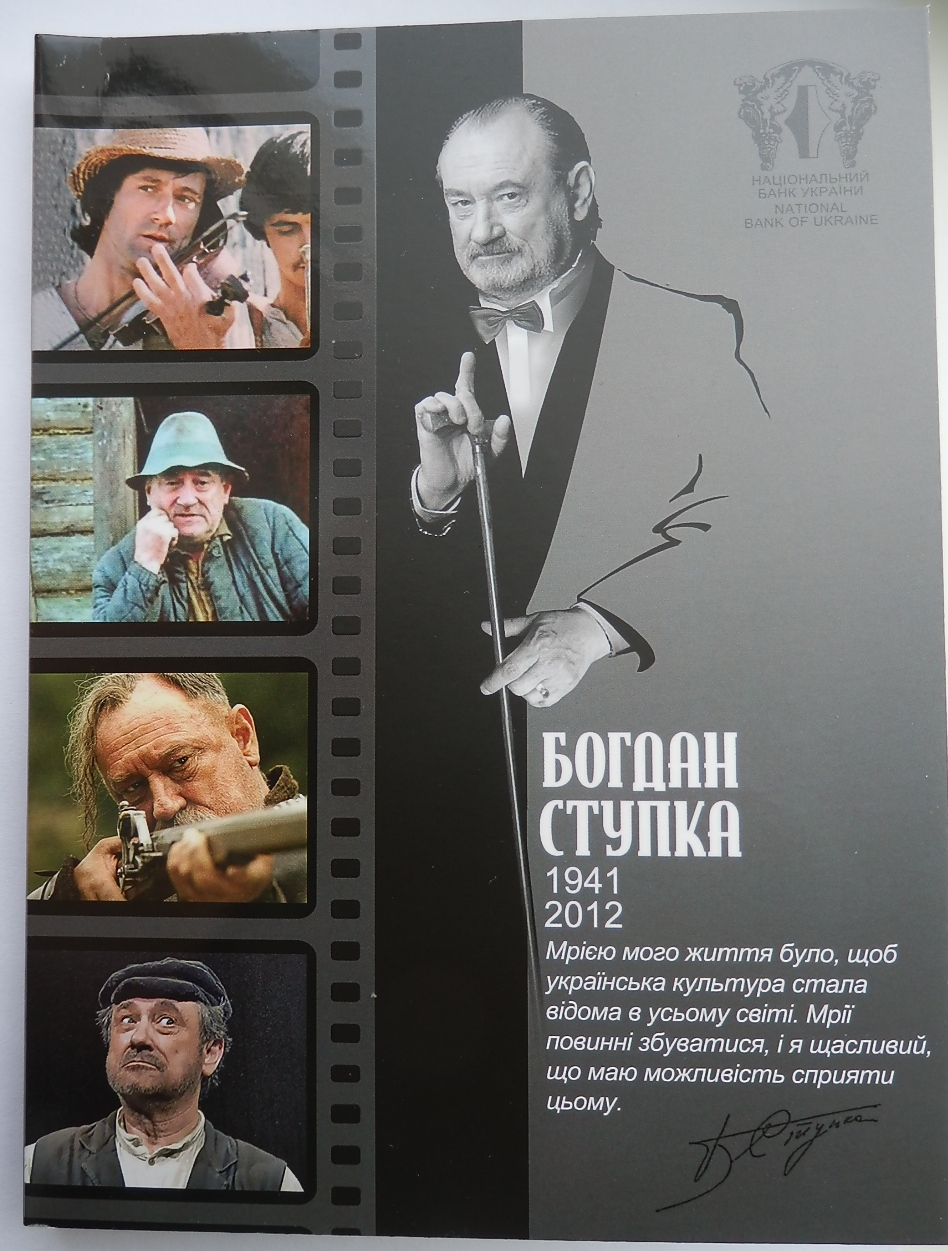
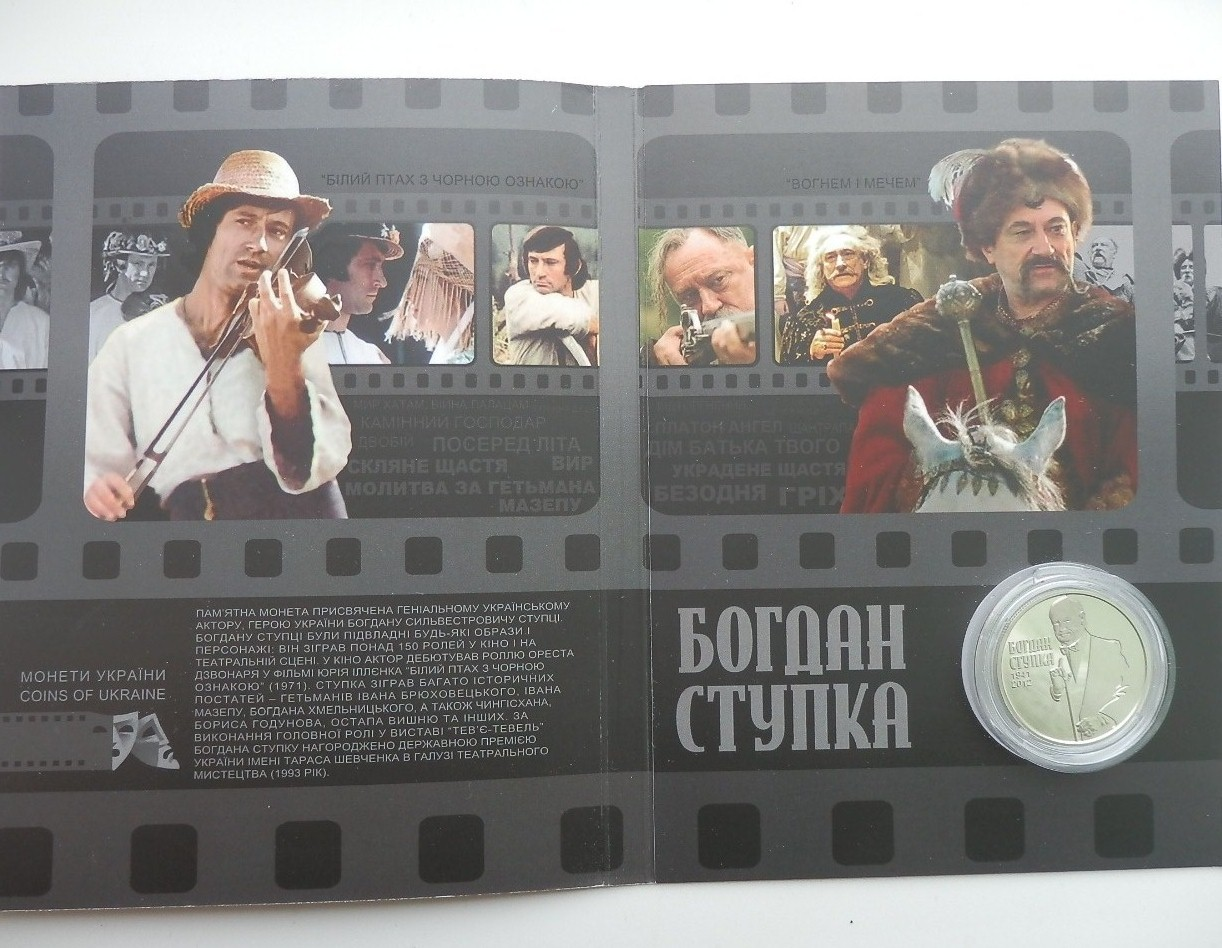
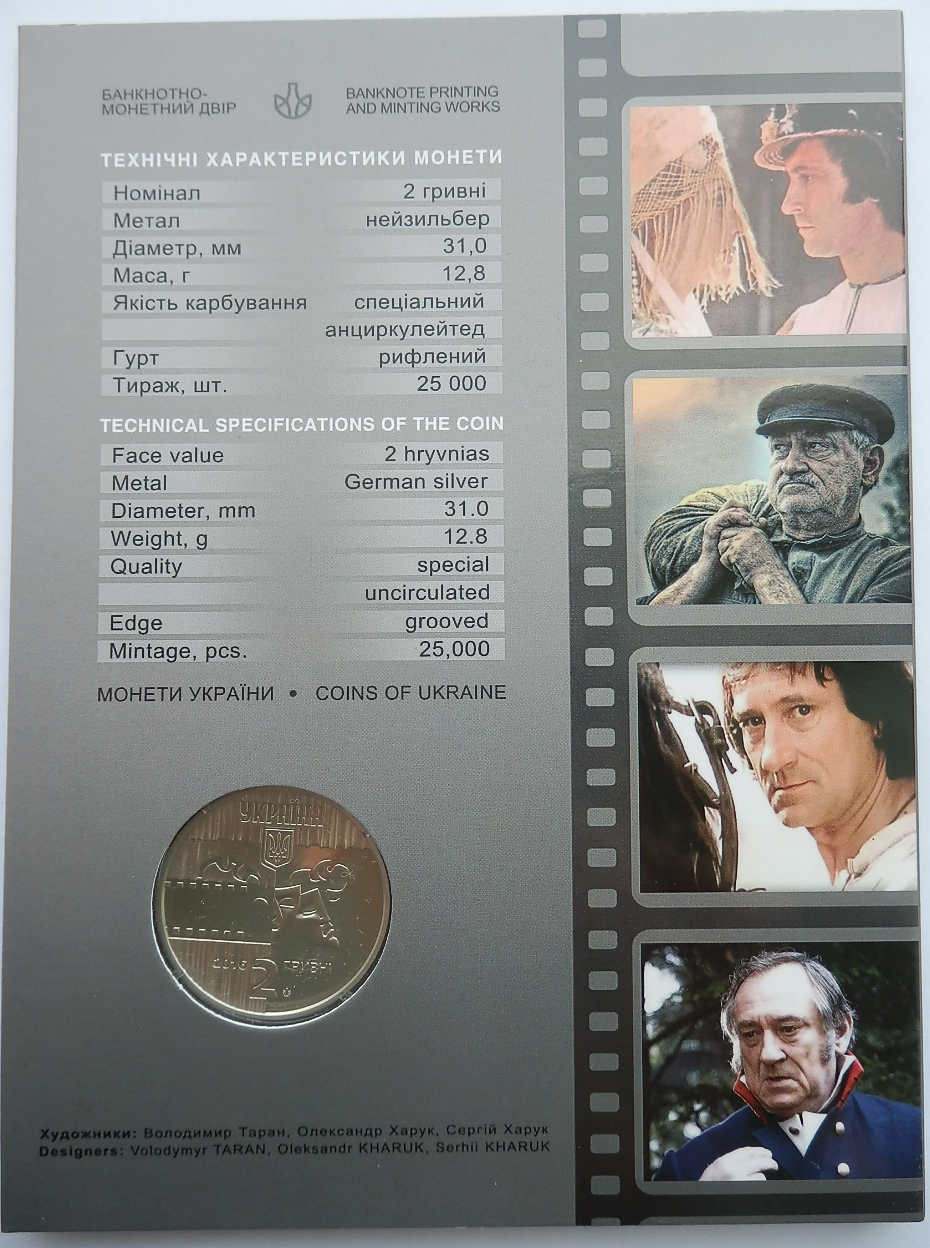

## Автори

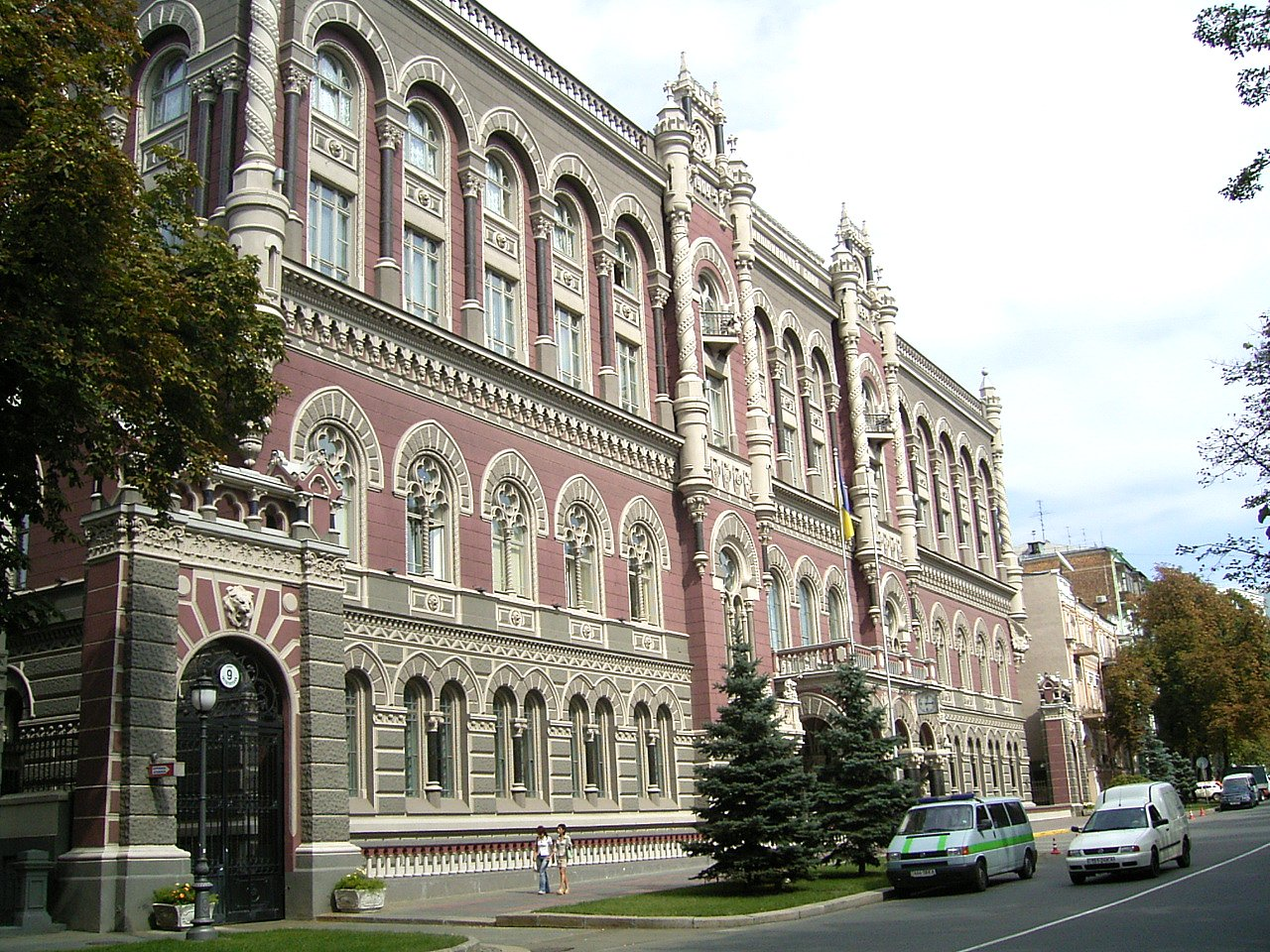
Будівля Національного банку України

- Художники: Таран Володимир, Харук Олександр, Харук Сергій.
- Скульптори: Демяненко Анатолій, Дем'яненко Володимир.

## Вартість монети
Під час введення монети в обіг 2016 року, Національний банк України реалізовував монету через свої філії за ціною 30 гривень.
Фактична приблизна вартість монети, з роками змінювалася так:
| Рік        | 2017 | 2018 | 2019 | 2020 | 2021 | 2022 | 2023 | 2024 | 2025 |
| ---------- | ---- | ---- | ---- | ---- | ---- | ---- | ---- | ---- | ---- |
| Ціна, грн. | 145  | 145  | 145  | 140  | 150  | 180  | 240  | 520  | 520  |